# William A. Wheeler
Pour les articles homonymes, voir Wheeler.
William Almon Wheeler, né le 30 juin 1819 à Malone (État de New York) et mort le 4 juin 1887, dans la même ville, est un homme politique américain. Membre du Parti républicain, il est représentant de l'État de New York entre 1861 et 1863 puis entre 1869 et 1877, et vice-président des États-Unis entre 1877 et 1881 dans l'administration de Rutherford B. Hayes.

## Biographie
Admis au barreau en 1845, il est district attorney du comté de Franklin de 1846 à 1849.
En 1850 et 1851, il est élu à l'assemblée de l'État de New York puis de 1858 à 1860, il est sénateur de l'État.
En 1861, il est élu à la Chambre du Congrès en tant que républicain. Il est réélu sans discontinuer de 1869 à 1877.
En 1876, il est élu vice-président sur le ticket présidentiel républicain formé par Rutherford B. Hayes, fonction qu'il exerce de mars 1877 jusqu'à son terme en mars 1881.
Malade, il se retire de toute vie publique et meurt à Malone le 4 juin 1887 et est enterré au cimetière de Morningside.